# 王志康
王志康（英語：Hiroki Wong Chi Hong，5月15日—），香港男主持、模特兒及專欄作家。曾為邵氏兄弟旗下經理人合約藝員。

## 簡歷
王志康參加第26期無綫電視藝員訓練班入行，2017年前往外國讀書。
2018年5月開始受到網上平台邀請撰寫旅遊、時尚專欄，主要分享旅遊經歷、酒店介紹及時尚品味文章。2019年2月受到日本旅遊局邀請以香港藝人身分，到石川縣及福井縣作宣傳探訪，在日本電視台福井テレビ プライムニュース其中一個環節中作介紹。
2019年5月正式成為邵氏兄弟旗下經理人合約藝員後，首項工作是擔任TVB娛樂新聞台主播。現在除了是主播之外、還是旅遊節目主持、模特兒、專欄作家。
2022年5月離開無綫。

## 演出作品

### 主持節目
| 首播          | 節目名                                 | 備註             |
| 無綫電視      |                                        |                  |
| 2019年-2020年 | 《J2娛樂新聞報道》 《TVB娛樂新聞報道》 | 粵語主播         |
| 日本電視台    |                                        |                  |
| 2019年        | 福井テレビ プライムニュース            | 旅遊特輯嘉賓主持 |

### 電視劇
| 首播   | 名稱              | 角色                                       |
| 2019年 | 愛·回家之開心速遞 | 智霖（Venus前男朋友 大學工商管理學系學生） |
| 2022年 | 飛虎之壯志英雄    | 飛虎隊成員                                 |

### 電影
| 首映   | 電影名    | 角色 |
| 2014年 | 分手100次 |      |

### 音樂錄像
| 年份   | 歌名   | 歌手   |
| 2015年 | 綿羊仔 | 何雁詩 |

### 廣告
| 年份   | 產品                                   |
| 2014年 | 渣打香港馬拉松「跑出不可能的信念30秒」 |
| 2015年 | TVB屢見奇工宣傳片PROMO                 |
| 2015年 | TVB區區有鬼故PROMO                     |
| 2015年 | 世界盃PROMO                            |
| 2015年 | 及時雨                                 |

## 資料來源
1. ↑  .   [2019-06-30]. （原始内容存档于2019-05-27）.
2. ↑  .   [2019-06-30]. （原始内容存档于2019-05-27）.
3. ↑  . 東網. 2019-09-19  [2019-09-19]. （原始内容存档于2019-09-02）.
4. ↑  . 東網. 2019-08-12  [2019-08-12]. （原始内容存档于2019-09-02）.
5. ↑  . 東網. 2019-06-30  [2019-06-30]. （原始内容存档于2019-06-30）.
6. ↑  . 2019-08-14  [2019-08-14]. （原始内容存档于2019-09-02）.
7. ↑  . 東網. 2019-02-27  [2019-02-27]. （原始内容存档于2019-05-24）.
8. ↑  .   [2019-06-30]. （原始内容存档于2019-05-24）.
9. ↑  .   [2019-06-30]. （原始内容存档于2019-05-24）.
10. ↑  .   [2019-06-30]. （原始内容存档于2019-05-24）.

## 外部連結
- 王志康的Instagram帳戶
- 王志康的Facebook專頁
- YouTube上的王志康頻道